# Jarosław Matwiejuk
Jarosław Matwiejuk (ur. 24 stycznia 1968 w Białymstoku) – polski polityk, prawnik, nauczyciel akademicki i samorządowiec, doktor habilitowany nauk prawnych, poseł na Sejm VI kadencji.

## Życiorys

### Wykształcenie i działalność zawodowa
Ukończył studia prawnicze na Uniwersytecie Warszawskim (filii w Białymstoku). W 1999 uzyskał stopień doktora nauk prawnych na Wydziale Prawa Uniwersytetu w Białymstoku na podstawie napisanej pod kierunkiem Eugeniusza Zwierzchowskiego rozprawy pt. Pozycja prawna Polskiego Autokefalicznego Kościoła Prawosławnego w Rzeczypospolitej Polskiej. W 2018 został doktorem habilitowanym w oparciu o pracę zatytułowaną Konstytucyjno-ustawowa pozycja związków wyznaniowych w Federacji Rosyjskiej. Specjalizuje się w prawie konstytucyjnym i wyznaniowym. Uzyskał również uprawnienia radcy prawnego.
W 1991 podjął pracę jako asystent w Zakładzie Prawa Konstytucyjnego na Wydziale Prawa filii UW w Białymstoku. W 1997 został zatrudniony na Wydziale Prawa UwB. Przez dwa lata był asystentem, a po uzyskaniu stopnia naukowego adiunktem w Katedrze Prawa Konstytucyjnego. W 2005 objął stanowisko prodziekana na Wydziale Prawa. Zatrudniony też w Katedrze Prawa Wyznaniowego i Kanonicznego Chrześcijańskiej Akademii Teologicznej w Warszawie oraz w Katedrze Administracji Publicznej Wyższej Szkoły Administracji Publicznej w Białymstoku. W 2019 powołany na stanowisko prorektora Uniwersytetu w Białymstoku do spraw rozwoju. W 2020 ponownie mianowany na tę funkcję na czteroletnią kadencję.

### Działalność polityczna
W latach 1998–2006 zasiadał w białostockiej radzie miasta. W kadencji 2002–2006 przewodniczył Komisji Samorządności i Ładu Publicznego. W 2006 i 2007 uzyskiwał mandat radnego sejmiku podlaskiego. Pełnił funkcję przewodniczącego Komisji Organizacyjnej.
W wyborach w 1991 bez powodzenia ubiegał się o mandat poselski z ramienia Komitetu Wyborczego Prawosławnych, zaś w wyborach w 1997 ze Stowarzyszenia Słowiańskich Mniejszości Narodowych. W wyborach parlamentarnych w 2007 został wybrany na posła, kandydując z listy koalicji Lewica i Demokraci w białostockim (jako bezpartyjny z rekomendacji Sojuszu Lewicy Demokratycznej), otrzymując 20 770 głosów. W kwietniu 2008 został członkiem klubu poselskiego Lewica (przemianowanego we wrześniu 2010 na klub SLD). W Sejmie VI kadencji zasiadł w m.in. w Komisji Administracji i Spraw Wewnętrznych, Komisji Obrony Narodowej, Komisji Sprawiedliwości i Praw Człowieka, powołano go na wiceprzewodniczącego rosyjsko-polskiej grupy parlamentarnej i na wiceprzewodniczącego komisji nadzwyczajnej ds. projektów ustaw o zmianie Konstytucji RP. 10 czerwca 2010 został wybrany przez Sejm w skład Krajowej Rady Prokuratury. W 2011 nie utrzymał mandatu posła na kolejną kadencję. W 2012 powołany przez prezesa Rady Ministrów w skład Rady Głównej do Spraw Społecznej Readaptacji i Pomocy Skazanym na czteroletnią kadencję. W wyborach parlamentarnych w 2015 wystartował do Sejmu jako bezpartyjny kandydat z listy Polskiego Stronnictwa Ludowego, nie uzyskując mandatu posła (otrzymał 5589 głosów).

## Odznaczenia
W 2001 otrzymał Złoty Krzyż Zasługi.

## Wybrane publikacje
- Prawo konstytucyjne i administracyjne. Podstawowe akty normatywne, Temida 2, Białystok 1995, ISBN 83-86137-19-3.
- Konstytucyjno-ustawowa pozycja związków wyznaniowych w Federacji Rosyjskiej, Temida 2, Białystok 2016, ISBN 978-83-62813-90-2.